# Shirley Jo Finney
Pour les articles homonymes, voir Finney.
Shirley Jo Finney, née le 14 juillet 1949 à Merced en Californie et morte le 10 octobre 2023 à Bellingham dans l'État de Washington,, est une actrice et productrice américaine.

## Biographie
Elle a étudié le cinéma l'American Film Institute en 1989.

## Filmographie
- 1973 : Temperatures Rising
- 1974 : Police Woman
- 1974 : Police Story
- 1976 : Nashville Girl
- 1976 : The River Niger
- 1976 : The Blue Knight
- 1976 : Wilma de Bud Greenspan
- 1979 : Mork & Mindy
- 1980 : Tenspeed and Brown Shoe
- 1980 : Lou Grant
- 1981 : Thornwell
- 1982 : Hey Good Lookin'
- 1985 : Echo Park de Robert Dornhelm
- 1985 : Capitaine Furillo
- 1987 : Amen
- 1987 : La Case de l'oncle Tom
- 1987 : Nuts
- 1988 : Moving
- 1989 : Night Court
- 1990 : One Man Force
- 1990 : Laker Girls
- 1990 : CBS Schoolbreak Special
- 1993 : Where I Live